# Joseph Viegen
Dr. Joseph Viegen (Maastricht, 13 juni 1915 - aldaar, 10 februari 2002) was een Nederlandse sociaal-econoom, kunstschilder, dichter en schrijver. In zijn vroege jaren hanteerde hij het pseudoniem Ilja Destinow. Viegen werd benoemd tot Ridder in de Orde van Oranje-Nassau en is naamgever van het Viegenpark Maastricht.

## Viegenpark
In 10 juli 2015 is het voormalige wijkpark Caberg-Malpertuis omgedoopt tot het Viegenpark ter ere van de (mede)verantwoordelijkheid van Viegen voor de ontwikkeling van Maastrichtse wijken na de Tweede Wereldoorlog.

### Boeken
- De grote depressie, 1929-1938 : oorzaken en gevolgen van de massale werkloosheid tijdens de grote economische depressie, volgens waarnemingen, beoordelingen en getuigenissen van tijdgenoten
- Balans Der Moderne Limburgse Wand - En Glas Schilderkunst.
- Maastricht 1965.

### Dichtbundels
- Renwagens. [J.W. Veltman], Maastricht, 1933. Omvang 42 p. Boekverzorging [en druk] J.W. Veltman. - Letter: Egmont. Titelpagina en colofon in zwart en rood. Franse titel en deeltitels in rood. - Initialen in rood. - Illustraties van "d.d" [= Destinow]. - Oplage: 50 genummerde ex. op geschept van Pannekoek. Volgens een bespreking (met afbeeldingen) in de Limburger Koerier van 3 februari 1934 zijn de illustraties van de dichter zelf.[1]
- Music Hall [prozagedichten]. (onder ps. Ilja Destinow) [s.n.], [s.l.], 1935. Omvang [18] p. Druk: Hoppers, Beek (Limburg).
- Karmijn. Gedichten. [Steenlandt], [Kortrijk], [1938]. Omvang 59 p. Oplage 100 genum. ex.
- De Chàriteneva. [s.n.], [s.l.], 1996. Omvang 93 [5] p.